# Endrio Leoni
Endrio Leoni (* Dolo, 22 de agosto de 1968). Es un exciclista italiano, profesional entre 1990 y 2002, cuyos mayores éxitos deportivos los logró en el Giro de Italia donde consiguió 4 victorias de etapa, y en la Vuelta a España donde se adjudicó otro triunfo de etapa.

## Palmarés
| 1992 - 2 etapas en el Giro de Italia - 1 etapa en la Settimana Coppi e Bartali 1993 - 1 etapa en la Tirreno-Adriático - 1 etapa del Giro di Puglia 1994 - 2 etapas en el Giro de Italia - 1 etapa en la Vuelta a España 1996 - 3.º en el Campeonato de Italia en Ruta 1997 - 1 etapa en la Tirreno-Adriático - 1 etapa en la Vuelta a los Países Bajos 1999 - Gran Premio Costa de los Etruscos - 1 etapa en la Vuelta a Portugal | 2000 - G.P. de Denain - Porec Trophy 1 - Porec Trophy 2 - Scheldeprijs Vlaanderen - 1 etapa en la Vuelta a Murcia 2001 - 2 etapas en la Tirreno-Adriático - 3 etapas en la Vuelta al Algarve - Scheldeprijs Vlaanderen - 1 etapa en la Vuelta a Murcia - 1 etapa en la Vuelta a Castilla y León 2002 - 2 etapas en la Vuelta a Andalucía |

## Equipos
- Jolly Componibili-Club 88 (1990-1993)
- Jolly Componibili-Cage (1994)
- Brescialat (1995)
- Aki-Gipiemme (1996)
- Aki-Safi (1997)
- Ballan (1998)
- Liquigas (1999)
- Alessio (2000-2002)

## Resultados en Grandes Vueltas y Campeonato del Mundo
| Carrera                      | 1991  | 1992 | 1993  | 1994 | 1995 | 1996 | 1997 | 1998 | 1999 | 2000 | 2001 |
| ---------------------------- | ----- | ---- | ----- | ---- | ---- | ---- | ---- | ---- | ---- | ---- | ---- |
| Giro de Italia               | 133.º | Ret  | 106.º | Ret  | -    | -    | Ret  | Ret  | Ret  | -    | Ret  |
| Tour de Francia              | -     | -    | -     | -    | -    | -    | -    | -    | -    | -    | -    |
| Vuelta a España              | -     | -    | -     | Ret  | -    | -    | Ret  | -    | Ret  | Ret  | Ret  |
| Campeonato del Mundo en ruta | -     | -    | -     | -    | -    | -    | -    | -    | -    | -    | -    |